# 泉州公交31路
泉州公交31路是中华人民共和国泉州市境内的一条公共交通线路，全程23.5公里。起讫点为灵山圣墓风景区至泉州综合保税区，运营时间为灵山圣墓风景区：6:50-18:20；泉州综合保税区：7:30-18:00。

## 历史
- 2002年5月，泉州公交发展有限公司（公交集团前身）开通31路小公共汽车。初期运行区间为圣墓-凌霄中学。初期运行时间为6:16-17:32。有人售票2元/人，使用车辆为自旧24路退下的5部牡丹牌小巴[1][2]
- 2003年，31路取消途径凌霄中学，改为途径南迎宾大道、德泰路延伸至清濛工业区始发终到
- 2005年5月15日，31路启用无人售票制度，票价不变[3]
- 2006年9月28日，因天后路道路翻修施工的需要，31路取消途经东鲁路、天后路、义全街，改为途经涂门街、温陵路至中医院站后原线行驶[4]
- 2006年12月24日，天后路道路翻修完成，31路恢复途经东鲁路、天后路，取消途经涂门街、温陵路[5]
- 2008年1月1日，31路更换为自38（现K308路）退下的5部华新牌小巴
- 2008年8月，31路接手并更换自3路于2008年1月退下的5部华夏AC6750Q无空调汽油公交车
- 2008年10月10日，31路自清濛工业区，经由崇顺街、吉泰路、崇宏街延伸至清濛可人儿始发终到[6]
- 2010年11月，31路接手并更换自5（现K501路）、23路退下的4部大金龙XMQ6762NEG3型柴油空调公交车
- 2012年11月17日，因温陵路实行公交专用道后九一街口站位调整，31路往圣墓方向难以进入温陵路辅道，自该日起31路往圣墓方向取消停靠九一街口站，而往可人儿方向则不变[7]
- 2014年7月12日，因顺济新桥进行载荷试验，31路取消途径义全西街、土地后、顺济新桥，改为途径义全街、温陵南路、泉州大桥至南迎宾大道后原线行驶，14日恢复原线
- 2017年3月13日，因圣墓周边环境整治，造成圣墓路无法通行。31路取消途径圣墓、凤山村。改为至湖心街东段始发终到。[8]
- 2017年6月10日，31路票价由分段计价¥2.0降为一票制¥1.0[9][10]
- 2017年12月24日，31路自二分公司（现东海公司）转为隶属一分公司（现江南公司），并同时接手更换自55路退下的4部福达FZ6890UF3G3型柴油空调公交车，原有5部XMQ6762NEG3退役。
- 2018年5月18日，31路更换为4部大金龙XMQ6802AGBEVL2型空调电动巴士，原有FZ6890UF3G3退役。
- 2018年5月19日，因K307路优化调整，31路取消途径百源路、涂门街、东鲁路、天后路、顺济新桥。改为途径打锡街、庄府巷、濠沟墘、新门街、新华南路、江滨北路、笋江大桥、兴贤路至南迎宾大道后原线行驶[11]
- 2020年2月21日，31路自该日起恢复途径灵山路、灵山圣墓。运营时间，票价不变
- 2020年7月1日，31路自该日起取消途经清濛可人儿，改为途经崇宏街、南迎宾大道、悟道路、开元路至泉州综合保税区始发终到。运营时间调整为灵山圣墓风景区 6:50-18:20、泉州综合保税区 7:30-18:00，票价调整为分段计价2元/人。因其中一部车辆驾驶员病休，31路配车数降至3部[12]
- 2021年10月11日，因壕沟墘施工封闭半幅车道，31路往圣墓方向临时取消途径壕沟乾、庄府巷、打锡街。改为途径新门街、涂门街、百源路至九一街站原线行驶。[13]
- 2022年3月15日，因疫情防控工作需要，31路自该日起暂停运营至4月21日。[14]
- 2022年4月22日，31路恢复运营。[15]
- 2022年5月13日，因崇宏街北侧路面改造施工，31路往综合保税区方向临时取消途径缺井村、旧铺村后岭、吉泰路，改为途径安泰路、雅泰路、政泰路、庆泰路至崇宏街西段后原线行驶，其它不变。
- 2022年5月31日，31路恢复途径壕沟墘、庄府巷、打锡街，取消途径新门街、涂门街、百源路。[16]
- 2022年7月21日，因崇宏街南侧路面改造施工，31路往圣墓方向临时取消途径缺井村、旧铺村后岭、吉泰路，改为途径安泰路、雅泰路、政泰路、庆泰路至崇顺街后原线行驶，其它不变。同日起往综合保税区方向恢复原有走向。
- 2022年10月26日，31路双向恢复途径缺井村、旧铺村后岭、吉泰路，取消途径安泰路、雅泰路、政泰路、庆泰路。[17]
- 2023年8月17日，因南迎宾大道清濛段辅道施工，自该日起31路往灵山圣墓方向临时取消途径诺林商城、清濛，改为途径南迎宾大道至南迎宾崇宏街口调头，再途经清濛高架桥至金浦供水公司站后原线行驶，其它不变。[18]
- 2023年9月17日，31路往灵山圣墓方向恢复途径诺林商城、清濛，取消途径清濛高架桥。
- 2024年3月20日，受灵山路市政道路雨污管网改造提升工程影响，31路自该日起临时取消途径灵山路、湖心街东段。改为途径仕公岭立交桥、东湖街、刺桐北路至湖心街中段后原线行驶，其它不变。

## 站点
| 路线 | 路线 | 路线 | 所在地区、街道 | 所在地区、街道 | 站点名         | 备注            |
| ---- | ---- | ---- | -------------- | -------------- | -------------- | --------------- |
|      |      |      | 丰泽区         | 东湖街         | 灵山圣墓风景区 | 起讫站          |
|      |      |      | 丰泽区         | 湖心街         | 湖心街中段     |                 |
|      |      |      | 丰泽区         | 湖心街         | 东湖菜市场     |                 |
|      |      |      | 丰泽区         | 湖心街         | 水漈路口       |                 |
|      |      |      | 鲤城区         | 温陵北路       | 九一街口       | ↑ 君龙人寿      |
|      |      |      | 鲤城区         | 九一街         | 九一街         |                 |
|      |      |      | 鲤城区         | 打锡街         | 打锡街         | ↓               |
|      |      |      | 鲤城区         | 濠沟墘         | 鲤城区政府     |                 |
|      |      |      | 鲤城区         | 新门街         | 新门菜市       |                 |
|      |      |      | 鲤城区         | 新华南路       | 芳草园         |                 |
|      |      |      | 鲤城区         | 新华南路       | 新华桥         |                 |
|      |      |      | 鲤城区         | 新华南路       | 金山北区       |                 |
|      |      |      | 鲤城区         | 新华南路       | 新华南路       |                 |
|      |      |      | 鲤城区         | 江滨北路       | 金山水闸       |                 |
|      |      |      | 鲤城区         | 江滨北路       | 新华旱闸       |                 |
|      |      |      | 鲤城区         | 江滨北路       | 金洲旱闸       |                 |
|      |      |      | 鲤城区         | 江滨北路       | 金洲寺         |                 |
|      |      |      | 鲤城区         | 江滨北路       | 临漳水闸       |                 |
|      |      |      | 鲤城区         | 笋江路         | 三千坛         |                 |
|      |      |      | 鲤城区         | 兴贤路         | 浮桥           |                 |
|      |      |      | 鲤城区         | 兴贤路         | 霞洲           |                 |
|      |      |      | 鲤城区         | 兴贤路         | 锦工中路口     | 原名 联泰第一城 |
|      |      |      | 鲤城区         | 兴贤路         | 王宫           |                 |
|      |      |      | 鲤城区         | 兴贤路         | 泉州建材市场   |                 |
|      |      |      | 鲤城区         | 兴贤路         | 上埕路口       |                 |
|      |      |      | 鲤城区         | 兴贤路         | 浦口           |                 |
|      |      |      | 鲤城区         | 南迎宾大道     | 展览城         | 原名 南环路口   |
|      |      |      | 鲤城区         | 南迎宾大道     | 金浦供水公司   | 原名 万祥医院   |
|      |      |      | 开发区         | 南迎宾大道     | 清濛           |                 |
|      |      |      | 开发区         | 南迎宾大道     | 诺林商城       |                 |
|      |      |      | 开发区         | 德泰路         | 清濛科技园     |                 |
|      |      |      | 开发区         | 崇祥街         | 崇祥街         |                 |
|      |      |      | 开发区         | 兴泰路         | 兴泰路南段     |                 |
|      |      |      | 开发区         | 崇顺街         | 崇顺街         |                 |
|      |      |      | 开发区         | 吉泰路         | 吉泰路         | 富丽            |
|      |      |      | 开发区         | 崇宏街         | 旧铺村后岭     | 原名 中意集团   |
|      |      |      | 开发区         | 崇宏街         | 清濛缺井村     |                 |
|      |      |      | 开发区         | 崇宏街         | 崇宏街西段     |                 |
|      |      |      | 开发区         | 崇宏街         | 福泰路口       | 分段点          |
|      |      |      | 晋江市         | 南迎宾大道     | 高尔夫球场     |                 |
|      |      |      | 晋江市         | 南迎宾大道     | 后厝街         |                 |
|      |      |      | 晋江市         | 南迎宾大道     | 洋店           |                 |
|      |      |      | 晋江市         | 南迎宾大道     | 晋江旧货市场   |                 |
|      |      |      | 晋江市         | 南迎宾大道     | 苏垵路口       |                 |
|      |      |      | 晋江市         | 开元路         | 开元路口       |                 |
|      |      |      | 晋江市         | 内部道路       | 泉州综合保税区 | 起迄站          |

## 票价
31路为分段计价，全程¥2.0。其中：
- 灵山圣墓风景区至福泰路口：1元/人
- 福泰路口至泉州综合保税区：1元/人
- 泉通卡普通卡9折，月票卡、敬老卡、爱心卡优惠功能有效
- 可使用泉城通APP及支付宝、云闪付、微信乘车码支付

## 配车
31路配车数总计3部，其中：
- 大金龙XMQ6802AGBEVL2  3部

- 牡丹MD6600
（2002.5 - 2008.1）
- 华新小巴
（2008.1 - 2008.8）
- 华夏AC6750Q
（2008.8 - 2010.11）
- 大金龙XMQ6762NEG3
（2010.11 - 2017.12）
- 福达FZ6890UF3G3
（2017.12 - 2018.5）
- 大金龙XMQ6802AGBEVL2
（2018.5 - ）

## 相关
- 泉州公交线路列表